# Zaselje (Požega)
Pour les articles homonymes, voir Zaselje.
Zaselje (en serbe cyrillique : Засеље) est un village de Serbie situé dans la municipalité de Požega, district de Zlatibor. Au recensement de 2011, il comptait 384 habitants.

## Démographie
| 1948 | 1953 | 1961 | 1971 | 1981 | 1991 | 2002 | 2011 |
| ---- | ---- | ---- | ---- | ---- | ---- | ---- | ---- |
| 930  | 872  | 871  | 768  | 655  | 567  | 482  | 384  |

|  |